# Quận Washington, Illinois
Quận Washington là một quận thuộc tiểu bang Illinois, Hoa Kỳ.
Quận này được đặt tên theo. Theo điều tra dân số của Cục điều tra dân số Hoa Kỳ năm 2000, quận có dân số 15.148 người. Quận lỵ đóng ở Nashville, Illinois6.

## Địa lý
Theo Cục điều tra dân số Hoa Kỳ, quận có diện tích 1461 km2, trong đó có 4 km2 là diện tích mặt nước.

### Các xa lộ chính
- Interstate 64
- U.S. Highway 51
- Illinois Route 4
- Illinois Route 15
- Illinois Route 127
- Illinois Route 153
- Illinois Route 177
- Illinois Route 160

### Quận giáp ranh
- Quận Clinton (bắc)
- Quận Marion (đông bắc)
- Quận Jefferson (đông)
- Quận Perry (nam)
- Quận Randolph (tây nam)
- Quận St. Clair (tây)

## Thông tin nhân khẩu
Theo điều tra dân số 2 năm 2000, quận đã có dân số 15.148 người, 5.848 hộ gia đình, và 4.239 gia đình sống trong quận hạt. Mật độ dân số là 27 người trên một dặm Anh vuông (10/km ²). Có 6.385 đơn vị nhà ở với mật độ trung bình là 11 trên một dặm Anh vuông (4/km ²). Cơ cấu chủng tộc của dân cư sinh sống trong quận bao gồm 98,58% người da trắng, 0,33% da đen hay Mỹ gốc Phi, 0,22% người Mỹ bản xứ, 0,18% châu Á, Thái Bình Dương 0,03%, 0,13% từ các chủng tộc khác, và 0,52% từ hai hoặc nhiều chủng tộc. 0,71% dân số là người Hispanic hay Latino thuộc một chủng tộc nào. 50,8% là người gốc Đức, Ba Lan 13,6%, 11,8% và 5,6% người Mỹ gốc Ailen theo điều tra dân số năm 2000.
Có 5.848 hộ, trong đó 33,50% có trẻ em dưới 18 tuổi sống chung với họ, 61,70% là đôi vợ chồng sống với nhau, 7,10% có một chủ hộ nữ và không có chồng, và 27,50% là không lập gia đình. 24,30% hộ gia đình đã được tạo ra từ các cá nhân và 13,30% có người sống một mình 65 tuổi hoặc lớn hơn. Cỡ hộ trung bình là 2,55 và cỡ gia đình trung bình là 3.02.
Trong dân số quận đã được trải ra với 25,30% dưới độ tuổi 18, 7,60% 18-24, 27,30% 25-44, 23,00% từ 45 đến 64, và 16,70% từ 65 tuổi trở lên người. Độ tuổi trung bình là 39 năm. Đối với mỗi 100 nữ có 97,60 nam giới. Đối với mỗi 100 nữ 18 tuổi trở lên, đã có 95,50 nam giới.
Thu nhập trung bình cho một hộ gia đình trong quận đã đạt mức USD 40.932, và thu nhập trung bình cho một gia đình là USD 48.433. Phái nam có thu nhập trung bình USD 32.209 so với 22.151 USD của phái nữ. Thu nhập bình quân đầu người đạt mức 19.108 USD. Có 3,70% gia đình và 6,00% dân số sống dưới mức nghèo khổ, trong đó có 6,00% những người dưới 18 tuổi và 8,70% của những người 65 tuổi hoặc hơn.